# Hatshepsut
Hatshepsut (também aportuguesado como Hatexepsute) foi uma princesa, grande esposa real, regente e rainha-faraó do Antigo Egito. Viveu no começo do século XV a.C., pertencendo à XVIII Dinastia do Reino Novo. O seu reinado, de cerca de vinte e dois anos, corresponde a uma era de prosperidade econômica e relativo clima de paz.

## Origens familiares
Hatshepsut nasceu em Tebas. Era a filha mais velha do rei Tutemés I e da rainha Amósis. 

Quando o seu pai morreu Hatshepsut teria cerca de vinte e quatro anos. Casou com seu meio-irmão, Tutemés II, seguindo um costume que existia no Antigo Egito que consistia em membros da família real se casarem entre si. Após a morte de Tutemés II, cujo reinado é pouco conhecido, o enteado de Hatshepsut, Tutemés III, era ainda uma criança que não estava apta a governar. Por esta razão Hatshepsut, na qualidade de grande esposa real do rei Tutemés II, assumiu o poder como regente na menoridade de Tutemés III. Mais tarde, Hatshepsut decidiu assumir a dignidade de faraó e governar em seu direito.
"Agora, meu coração se revira, enquanto penso no que as pessoas vão dizer. Os que vão ver meus monumentos nos anos que virão e os que vão falar do que eu fiz."

## Hatshepsut
Conforme vê-se em Maruéjol (2007), Hatshepsut tomava as decisões por Tutemés III, mas o pequeno faraó era responsável pela realização dos cultos às divindades. No sétimo ano do reinado de seu meio-irmão, Hatshepsut adota o nome Maatkare e considera-se soberana do Egito, adotando os atributos e faraônicos como títulos, nomes, cetros, barba postiça, tanga curta e cauda de touro, além de unificar as duas coroas. Segundo Mokhtar (2010:57), Hatshepsut "declarou publicamente ser filha do deus nacional Amom-Rá, que se apresentara à sua mãe como Tutemés I.” Nos templos de Deir Elbari e de Amom-Rá ela consolidou seu poder real através de sua paternidade espiritual diante das pessoas mais importantes do Egito, pois Amom-Rá lhe teria confiado o Egito pelo consentimento dos deuses, assim como seu pai carnal lhe teria escolhido herdeira do trono.
Hatshepsut passa a governar o Egito, deixando de ser regente para transformar-se em faraó. Contudo, ela não substituiu Tutemés III, havendo na época algo inédito: o poder nas mãos de dois reis. Muitos escritores atuais a chamam de usurpadora por causa da tomada do poder.  Porém, ao contrário do que se pensa, Hatshepsut não excluiu o rei da história, e em quase todas as imagens produzidas em monumentos o mesmo aparece junto com ela. O calendário egípcio, não obstante, atualizado desde a ascensão de Tutemés III (no antigo Egito iniciava-se a contagem do calendário a partir do zero a cada novo reinado), não foi anulado, prosseguindo a contagem com o reinado dos dois faraós conjuntamente. Maruéjol (2007) acredita que ela estivesse preparando o futuro rei para assumir o trono sozinho no futuro. Não se pode descartar, no entanto, o fato de que após sua morte,  Tutemés III procurou apagar seu nome da história, possivelmente por vingança.
“A Tutemés II (1492-1497), cujo reinado deixou poucos vestígios, sucedeu o seu jovem filho, de uma das esposas secundárias, Tutemés III (1479-1425), tendo Hatshepsut, viúva de Tutemés II, tido, a princípio, o cargo de regente. Durante os primeiros 20 anos do reinado de Tutemés III a atividade militar foi mínima e o Egito parece ter perdido bastante terreno na Ásia. No sétimo ano de reinado de Tutemés III, Hatshepsut proclamou-se <<rei>> feminino (na ideologia egípcia não havia lugar para uma rainha reinante) e governou como parceiro e personalidade dominante até sua morte, por volta do ano 22, numa corregência com o sobrinho. É evidente que Tutemés III concordou, de certo modo, com tal situação, já que durante a maior parte do tempo tinha idade para organizar uma resistência contra a sua tia, se assim o desejasse.” (BAINES E MÁLEK, 1996:43) 
É interessante observar a última afirmação de Baines e Málek (1996), pois Tutemés III poderia realizar uma revolta contra sua tia, mas não o faz. E fica claro o poder da interferência da religião no poder político pela ascensão de Hatshepsut. Ela teve o apoio dos sacerdotes de Amom, divindade mais importante da época, e proclamou-se faraó conforme a vontade do mesmo para governar num processo chamado teogamia, ou seja, processo em que o deus Amom tem uma relação com outra rainha (portanto, humana) para gerar um novo faraó. No caso, ele encontrou-se, na forma de Tutemés I, com Ahmés, que teria acordado com seu aroma e concebido Hatshepsut. Amom teria consultado doze divindades para decidir sobre a geração desse novo faraó. Cenas de tal criação podem ser vistas em seu templo funerário em Deir Elbari. O clero de Amom é o autor desse mito, e ela foi a primeira a utilizar- da teogamia para legitimar seu poder como faraó. Não era comum no Egito um faraó virar divindade antes de sua morte, pois quando o mesmo falecia entreva para o mundo dos mortos, governado pelo deus Osíris para, então, entrar para o conjunto de deuses egípcios a ser cultuado.
A princípio, os sacerdotes não estavam de acordo com a proclamação de Hatshepsut como faraó, mas logo aceitaram a ideia. Provavelmente, o teriam feito pelo temor ao deus Amom e devido às riquezas que recebiam da coroa. A rainha realizava muitas doações ao clero, o que alimentava suas mordomias. Além disso, eles acreditavam que as decisões de dela satisfaziam ao deus venerado e, caso não fossem cumpridas, ele jogaria pragas no Egito e acabaria com as colheitas. O período de prosperidade e tranquilidade da época fortaleceu o pensamento de que a rainha decidia corretamente. 
É interessante observar que, diferentemente como ocorria em outras civilizações, as mulheres no Egito tinham direitos e autonomia na sociedade, podendo ter posses e participar de tribunais. De acordo com Amodio (2006), nas sociedades ocidentais, as mulheres eram imputadas em um âmbito privado, ao contrário dos homens, que incumbiam-se da vida pública. A casa e os filhos era o mundo fechado delas, enquanto seus maridos trabalhavam para levar o sustento à família, o que incita a considerar que os homens detinham uma condição de poder. Durante a história, a mulher carregava a maldição do mito de Eva, considerada socialmente inferior social e intelectualmente, dependendo a proteção masculina.
Para Lopes (2009), em determinados períodos a mulher podia ser equiparada com os homens, podendo ser, juridicamente, considerada detentora de iguais direitos, prerrogativas e responsabilidade dos homens. Poderiam possuir terras, serem herdeiras, redigir testamentos, participar de transações comerciais; não perdiam seus direitos após o casamento e nem mesmo em casos de divórcio; cumpriam seu papel em tribunais como acusadoras, defensoras ou testemunhas, e poderiam ser penalizadas.
Lopes (2009) também lembra que elas normalmente apareciam na história desfrutando-se de prestígio social pelo título de mulher casada. Muito casais com seus filhos eram representados testemunhando a importância da mulher e da estrutura familiar. Não obstante possuírem uma vida política e religiosa (como sacerdotisas), cada uma poderia ter a sua profissão, registradas até em escritos antigos. Neferica-Rá, da 5ª dinastia durante o reinado de Sahurá, e Peseshet, durante o reinado de Amenhotep III, da 18ª dinastia, são dois exemplos do espaço conquistado pela mulher na sociedade egípcia. Podiam exercer também cargos de chefia, e as que viviam na realeza desfrutavam de maior prestígio social. Eram conhecidas como adoradoras ou cantoras de Amom, esposas reais, mães do faraó-deus.
“No Egito, as inscrições e monumentos em geral levam a crer que as mulheres gozavam de grande consideração. As esposas dos faraós partilhavam, ao que tudo indica, de sua autoridade, e esse soberanos, a fim de manter todo o prestígio dentro da família, desposavam freqüentemente as próprias irmãs. Esse costume perpetuou-se na grega dos Ptolomeus, sendo geralmente conhecido que a famosa Cleópatra teve por marido um irmão. Várias inscrições, por outro lado, recomendavam aos maridos que tratassem bem as esposas” [sic]. (LOBO, 1979:61)
Sabe-se por González (2010) que durante a 2ª dinastia, no 15º ano de reinado de Nineter, foi decidido que as mulheres poderiam reinar no trono do Egito. Merneite, que viveu na dinastia anterior a Nineter, também havia determinado essa liberdade anteriormente.
O período de paz e riquezas no Egito enquanto Hatshepsut reina é atestado pelas obras do templo de Amom em Carnaque e pelo templo funerário em Tebas. Segundo González (2010) e Costa (2011), ela dedicou-se à administração interna do país e nas construções de grandes obras. Baines e Málek (1996) trabalham com a hipótese de que sua filha estivesse sendo preparada para a corregência no futuro juntamente com Tutemés III. Senenmut, um plebeu camareiro e professor de sua filha, torna-se uma das pessoas mais importantes da plebe. Segundo Baines e Málek (1996:43), “foram recuperadas, em escavações na zona de Tebas, cerca de 20 estátuas de Senenmut, tendo este o privilégio único de ser retratado nos relevos do templo de Deir Elbari.” (grifo nosso) A menina, no entanto, falece pouco tempo após a posse do futuro faraó.
A arte teve grande repercussão e, para a glória de Amom-Rá, foram erguidos dois obeliscos no templo de Carnaque, além de ter realizado uma expedição para Punt. González (2010) acredita que antes dela nenhum outro rei tenha utilizado tanto a escultura quanto Hatshepsut usou em templo. A expedição ordenada por ela, retratada em Deir Elbari durante o nono ano de reinado, teve uma duração de aproximadamente três anos. A expedição tinha por finalidade comercializar através do Mar Vermelho com o país Punt, conhecido desde o Império Antigo como terra de ouro.
Hatshepsut é considerada uma das pessoas mais importantes que governou o antigo Egito, tendo uma influência que ultrapassou os limites nacionais, mesmo que, posteriormente, seu sucessor tenha desprendido ações para apagar seu nome da lista de faraós. Faleceu em 1 473 a.C., e foi a quinta governanta egípcia de sua dinastia. Seu corpo está sepultado no Vale das Rainhas e seus monumentos foram derrubados após sua morte. Segundo Vasques (2005), após o Império Novo, Hator continuou a ser cultuado, assim como outras divindades relacionadas à cura, como Imhotep e Amenhotep.
Tutemés III, quando sobe ao trono como sucessor, procura retirar Hatshepsut da história do Egito como vingança do acontecimento em sua infância. Mokhtar (2010) relata a história contada pelo próprio faraó quando, aos trinta anos de idade, descobriu sua vocação para o reinado. O faraó diz que durante uma participação como sacerdote em uma cerimônia em Carnaque juntamente com seu pai, o oficiante, a estátua de Amom lhe escolheu como rei do Egito através de um oráculo.
Tutemés III é considerado um dos faraós guerreiros mais importante do antigo Egito. Vale lembrar que ele descende de uma linhagem de guerreiros, visto que há um século e meio aproximadamente os mesmos haviam expulsado ancestrais do próprio príncipe de Kadesh, desencadeando a luta entre Egito e Síria. Uma de suas primeiras campanhas foi contra Megido. Conforme Mokhtar (2010) várias cidades-Estado das regiões da Síria, Palestina e Líbia haviam feito uma forma de aliança e reuniram-se em Megido para tomar o Egito. O príncipe de Cadexe, apoiado por outros 150 príncipes começa a planejar uma invasão ao Egito.
O rei, no entanto, após destruir a memória de sua meia-irmã, reuniu seus soldados juntamente com muitos recrutados do norte e com núbios do sul e surpreendeu os inimigos antes que os mesmos atacassem. André (2011) especifica que Megido e Cadexe, duas cidades cananeias, não aceitaram o levante de Tutemés III, havendo possibilidade de esta segunda nação ter recebido influência do governo de Mitani, também rival do faraó. Mokhtar (2010) especifica que Megido foi vencido, os opositores obrigados a refugiarem-se nos muros da cidade e a região meridional da Líbia foi dominada pelo Egito. Na verdade, o Egito não aproveitou a oportunidade de invadir a cidade com os inimigos já vencidos, mas contentou-se em saquear tão somente os soldados inimigos caídos. Após sete meses ao redor de Megido, a cidade rende-se aos egípcios (calcula-se que tenha sido em, aproximadamente, dezembro de 1458).
Além dessas, Baines e Málek (1996) apontam que Tutemés III realizou várias outras campanhas pelo Próximo Oriente para tomar novamente terras palestinas que o Egito perdeu. Durante 20 anos o rei procura conquistar a Síria, sem sucesso pela resistência dos mitanitas. No Eufrates, Tutemés III desiste dessa luta. No fim de seu reinado, o faraó também realizou campanhas na Núbia, estabelecendo a sua capital em Napata, perto da 4ª Catarata.

## Hatshepsut como rainha-faraó
No Antigo Egito os anos eram contados a partir da ascensão de um novo soberano ao poder. Hatshepsut não seguiu esta tradição, tendo preferido inserir-se nos anos de Tutemés III. 
No ano 7, Hatshepsut deixa de ser rainha, assumido os cinco nomes que estavam reservados aos faraós. Para legitimar a sua posição, Hatshepsut, junto com os membros do clero de Amom, recorreu a um relato que fazia de si filha do deus Amom-Rá (teogamia). Nas paredes do templo funerário de Hatshepsut, em Deir Elbari, está representado o episódio que relata a concepção e nascimento da rainha-faraó. 
A mãe de Hatshepsut, Amósis, encontra-se no palácio real. O deus Amom-Ra observa-a e, depois de consultar um conselho composto por doze divindades, decide que chegou à altura de gerar um novo faraó. O deus toma a aparência do rei Tutemés I, encontrando-a no quarto adormecida. A rainha acorda ao sentir o perfume que emana do corpo do esposo e o Deus Amom-Rá se mostra em toda sua plenitude, Ahmose, cai aos prantos em emoção pela grandiosidade do Deus. O casal une-se sexualmente e depois Amom-Rá informa que a filha que nascerá da união dos dois, governará o Egito em todas as esferas de poder do palácio.
Apesar de não concordarem, os sacerdotes foram obrigados a legitimar a história, pois viviam bem e com muitas mordomias, principalmente por causa das doações que a rainha fazia a eles. Acreditaram que se o Deus Amom não ficasse satisfeito com as decisões da rainha-faraó, o Egito sofreria com pragas e colheitas ruins, e então eles poderiam agir. Mas parece que Amom-Rá estava de acordo com as idéias de Hatshepsut, pois ela governou em um período de muita prosperidade e tranquilidade. Mais tarde, em seu reinado, a rainha foi descrita como um homem.
Após sua morte, aos 37 anos e com 22 anos de reinado, Tutemés III subiu ao trono do Egito. Hatshepsut foi enterrada na tumba KV20.

## Governo de Hatshepsut
O governo de Hatshepsut é habitualmente apresentado como correspondendo a uma era de paz, mas esta imagem tem sido relativizada por alguns investigadores. Pelo menos duas campanhas militares foram conduzidas durante o seu reinado, uma das quais à Núbia, a qual talvez tenha sido liderada pela própria Hatshepsut. 
Hatshepsut conservou alguns servidores do tempo do seu pai Tutemés I. Dois homens ficaram conhecidos como os ministros mais importantes da rainha: Hapuseneb e Senemut. O primeiro era o sumo sacerdote de Amom, tendo dirigido os vários trabalhos de construção ordenados por Hatshepsut, em particular os que tiveram lugar na cidade de Tebas.
Senemut, um oficial do exército de origem modesta, é por vezes visto como companheiro de Hatshepsut, que não casou enquanto foi faraó. Foi chefe do conselho da rainha e preceptor da filha de Hatshepsut, a princesa Neferuré, com a qual surge representado em várias "estátuas-cubo" (estátuas nas quais apenas a cabeça emerge de um bloco de pedra). 
Nos baixos-relevos do templo de Deir e-Bahari ficou representada a expedição à região do Punt. Esta terra, que se julga corresponder à algures na costa da Somália, era conhecida pelas suas riquezas, como a mirra, o incenso, o ébano, o marfim e os animais exóticos. A expedição parece ter sido pacífica, tendo os egípcios trocado os bens que desejavam por armas e joias.
Nas paredes do templo é possível ver as cenas que mostram cinco barcos a partir para o Punt seguindo a rota do Mar Vermelho. São calorosamente recebidos pelo rei local, Pa-Rahu, e a sua esposa, Ity, representada como uma senhora obesa. Depois de um banquete, os barcos foram carregados com os produtos. As representações mostram árvores de incenso, que teriam sido plantadas no recinto do templo de Deir Elbari.

## Hatshepsut na arte

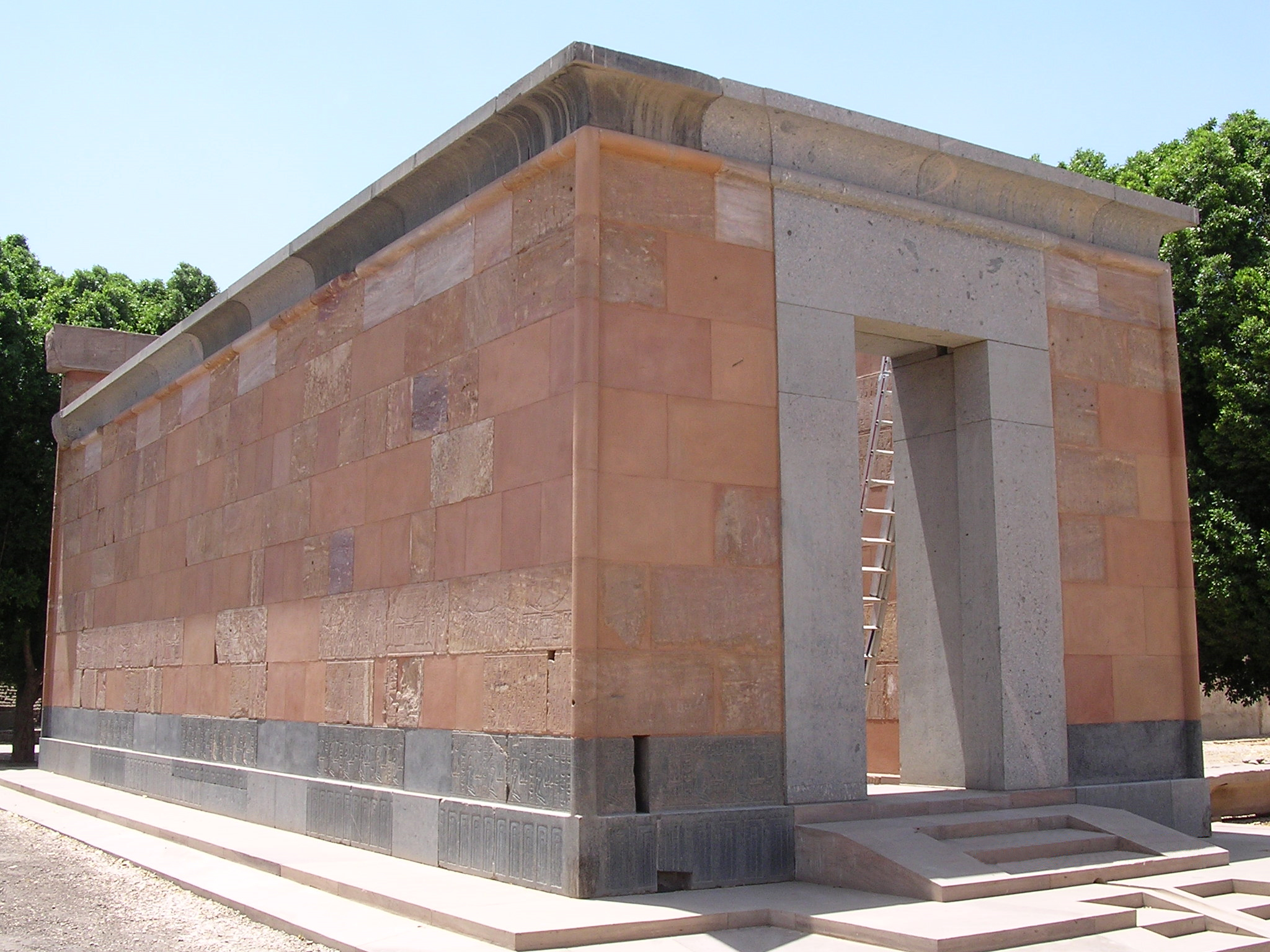
Capela Vermelha de Hatshepsut em Carnaque

No Templo de Hatshepsut (Deir Elbari), existem retratos do seu dia a dia mostrando a rainha como uma figura obesa, algo não convencional para a arte egípcia. Alguns estudiosos acreditam que a rainha foi realmente obesa, outros acreditam que seja uma figuração de "matriarcal". Ainda existem representações de Hatshepsut como uma mulher sem seios e barbada. Alguns historiadores acreditam que estas representações de Hatshepsut são representações feitas por ordem da rainha para ausentar sua figura de fragilidade (ausência dos seios) e a barba para representar o poder. Tinha hábito de misturar peças masculinas ao seu vestuário para demonstrar autoridade. Hatshepsut foi substituída por Tutemés III, que durante seu reinado apagou diversos traços de sua corregente como bustos, afrescos e interrompeu algumas de suas obras quando assumiu o poder.

## A descoberta de Hatshepsut
Tendo em conta que o nome de Hatshepsut foi suprimido das principais listas de reis do Antigo Egito, desconheceu-se durante muito tempo a existência de Hatshepsut. Em meados do século XIX, quando a Egiptologia se estruturou como campo do saber, iniciou-se a redescoberta da rainha-faraó. Em 1922-1923 o egiptólogo Herbert Winlock, que realizava escavações em Deir Elbari na área pertencente ao rei Mentuotepe II, encontraria uma série de estátuas de Hatshepsut. Uma parte destas estátuas estão hoje no Museu Egípcio do Cairo e no Metropolitan Museum of Art. Recentemente a múmia de Hatshepsut foi localizada através de uma pesquisa que contava com testes de DNA, tomografia computadorizada, entre outras 2 múmias, e um grande mistério que envolvia sua morte. Através de um dente molar, encontrado em uma caixa mortuária de madeira e com seu nome entalhado, que também continha seu fígado mumificado, foi possível afirmar que uma das múmias em questão era a de Hatshepsut. Cientistas descobriram também que sua morte foi devido a uma infecção na gengiva...

## O Templo de Milhares de Anos - Deir Elbari

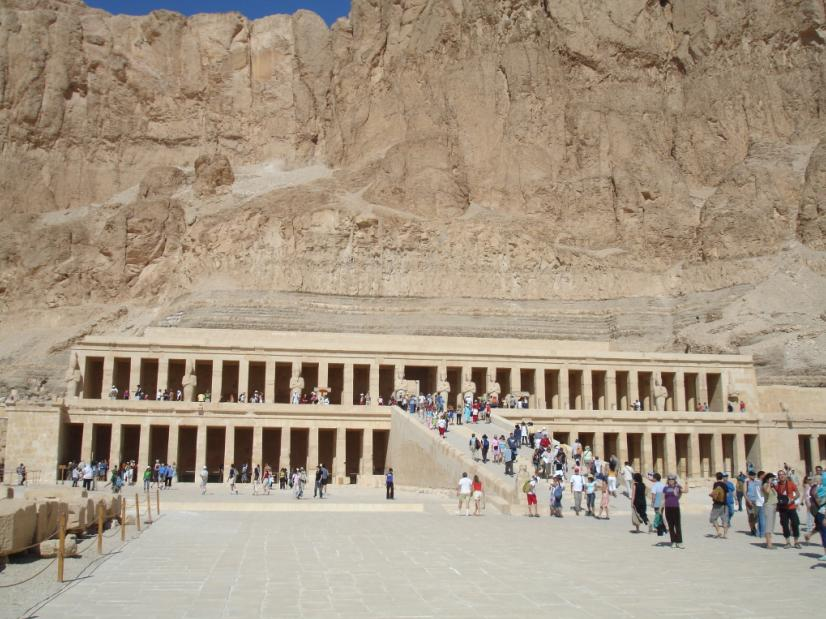
Templo de Hatshepsut

Ao oitavo ano do reinado de Hatshepsut, a grande obra do templo de Milhões de Anos é iniciada na margem ocidental de Tebas. O lugar escolhido: - a encosta de uma falésia, onde hoje encontramos os Vale dos Reis e das Rainhas. O templo foi criado para prestar homenagem ao seu Ka, associado ao seu pai Tutemés I, sendo residência também de Amom e Hator.
Também foram construídos, por ordem da Faraó, obeliscos que foram transportados de Assuã até Carnaque.  Os monumentos com mais de 300 toneladas foram trabalhados nas pedreiras de granito de Assuã. Ao que consta, foram utilizados 7 meses para construir, transportar e erguer os obeliscos, e a presença desses monumentos dissipavam as forças negativas e protegiam o templo, atraindo assim a luz criadora.